# Анна Ангелина
Анна Комнина Ангелина (1171/1173—1212) — дочь византийского императора Алексея III Ангела и Ефросиньи Дукины Каматиры.

## Биография
Первый брак Анны был с севастократором Исааком Комнином, племянником византийского императора Мануила I Комнина. От этого брака родилась дочь Феодора.
Вскоре после того, как отец Анны стал императором, в 1195 году, Исаак Комнин был послан на войну с болгарами, которые подняли восстание против владычества Византии. Исаак был захвачен, стал заложником болгарского царя и конкурирующих болгарских и валашских фракций. Через некоторое время он умер в заточении.
Второй раз Анна Ангелина вышла замуж за Феодора Ласкариса зимой 1199. В 1204 Феодор стал императором Никейской империи, Анна — императрицей.

## Дети
Анна и Феодор имели трёх дочерей и двух сыновей:
- Ирина Ласкарина, замужем за: 1) военачальником Андроником Палеологом 2) Иоанном III, императором Никейской империи.
- Мария Ласкарина, замужем за Белой IV Венгерским.
- Евдокия Ласкарина
- Николай Ласкарис
- Иоанн Ласкарис